# Hima Cement
Hima Cement Limited – ugandyjskie przedsiębiorstwo przemysłowe specjalizujące się w produkcji cementu.
Siedziba firmy znajduje się w miejscowości Hima w dystrykcie Kasese, ok. 400 km na południowy zachód od Kampali. Spółka Hima Cement powstała w 1994 roku po prywatyzacji ugandyjskiego przemysłu cementowego. Dotychczas państwowe zakłady zostały podzielone pomiędzy dwa nowo utworzone przedsiębiorstwa Tororo Cement oraz Hima Cement. 
W czasie prywatyzacji Hima Cement produkowała ok. 20 tys. ton cementu rocznie. W pierwszych latach działania wydajność została zwiększona do 170 tys. ton rocznie. W 1999 roku przedsiębiorstwo zostało zakupione przez kenijską spółkę Bamburi Cement, należącą do koncernu Lafarge. W dalszym ciągu zwiększano wydajność, osiągając najpierw 350 tys. ton rocznie, a w 2011 po uruchomieniu nowej linii produkcyjnej do 850 tys. ton rocznie. Po uruchomieniu nowego zakładu produkcyjnego w Tororo (przewidywanego na czerwiec 2018), firma planuje osiągnąć wydajność rzędu 1,8 mln ton rocznie.

## Źródła
- Historia na stronie firmy